# Estación de San Gabriel
San Gabriel (en valenciano Sant Gabriel) es un apeadero ferroviario situado en la ciudad española de Alicante, en la comunidad Valenciana. Dispone de servicios de Media Distancia y también forma parte de la línea C-1 de Cercanías Murcia/Alicante.

## Situación ferroviaria
Se encuentra situada en el punto kilométrico 1,8 de la línea férrea de ancho ibérico Alicante-El Reguerón, a 3,75 metros de altitud. También forma parte del ramal que conduce a la antigua estación de Alicante-Benalúa y a las instalaciones portuarias. El tramo es de vía única y está sin electrificar.

## Servicios ferroviarios

### Cercanías
Pertenece a la línea C-1 de Cercanías Murcia/Alicante. La frecuencia de paso es un tren cada 30-60 minutos. Los CIVIS de la línea paran en la estación.

### Media Distancia
Dispone de servicios de media distancia que permiten conexiones con ciudades como Murcia, Cartagena o Valencia.
| Línea MD | Trenes      | Origen/Destino |  | Destino/Origen    |
| -------- | ----------- | -------------- |  | ----------------- |
| 44       | MD Regional | Valencia-Norte |  | Murcia del Carmen |
| 44       | MD          | Valencia-Norte |  | Cartagena         |